# Luboš Pistorius
Luboš Pistorius (11. prosince 1924, Praha – 9. února 1997, Praha) byl český divadelní režisér, dramaturg, organizátor, divadelní ředitel a pedagog.

## Život
V letech 1945–1948 studoval obor režie na pražské Státní konzervatoři a DAMU (bez absolutoria), svou profesionální uměleckou dráhu zahájil jako režisér v Ostravě (1948–1951). Odtud pak v roce 1951 přešel do Plzně, od roku 1953 zastával pozici šéfa tamní činohry. V letech 1960–1971 působil v pražském Divadle na Vinohradech jako režisér a později (1960–1965) i jako ředitel divadla. Od roku 1971 pracoval ve smíchovském Realistickém divadle v Praze, a to až do roku 1987. 
V době normalizace po roce 1968 měl omezené možnosti umělecké tvorby. Do Vinohradského divadla se nakrátko ještě jednou vrátil na počátku devadesátých let. V roce 1992 byl spolurežisérem při natočení televizní inscenace podle scénáře Pavla Kohouta Ecce Constantia, která pojednává o zákulisí kostnického koncilu (1414–1417) v době upálení českých reformačních kazatelů Jana Husa a Jeronýma Pražského.

## Divadelní režie, výběr

### DISK Praha
- 1947 David Martin: Oba břehy Jordánu[6]
- 1948 V. V. Majakovskij: Ledová sprcha[7]
- 1963 P. Kohout: Dvanáct[8]
- 1993 J. Čapek, K. Čapek: Lásky hra osudná[9]

### Státní divadlo Ostrava
- 1948 J. K. Tyl: Strakonický dudák[10]
- 1949 Alexandr Galič: Volá vás Tajmyr[11]
- 1950 J. Mahen: Janošík[12]
- 1951 Ťing-č Cho, I Ting: Dívka s bílými vlasy[13]

### Krajské oblastní divadlo v Plzni
- 1952 A. Jirásek: Lucerna[14]
- 1953 Galina Nikolajevová: Žatva[15]
- 1954 Nâzım Hikmet: Legenda o lásce[16]

### Divadlo J. K. Tyla Plzeň
- 1955 J. K. Tyl: Tvrdohlavá žena[17]
- 1956 L. M. Leonov: Zlatý kočár[18]
- 1957 W. Shakespeare: Othello[19]
- 1958 Molière: Chudák manžel[20]
- 1959 J. Drda: Dalskabáty, hříšná ves aneb Zapomenutý čert[21]

### Divadlo čs. armády Praha
- 1960 L. Aškenazy: Host[22]
- 1961 L. Aškenazy: C. k. státní ženich (spolurežisér Miloslav Stehlík)[23]
- 1962 M. Gorkij: Letní hosté[24]
- 1963 P. Karvaš: Jizva[25]
- 1964 M. Stehlík: Konečně marná sobota[26]
- 1965 Heinar Kipphardt: Případ Oppenheimer[27]

### Divadlo na Vinohradech
- 1966 R. Hochhuth: Náměstek[28]
- 1967 K. Čapek: Matka[29]
- 1968 V. Vančura: Alchymista[30]
- 1970 J. W. Goethe: Faust[31]
- 1991 P. Kohout: Ubohý vrah[32]

### Realistické divadlo Zdeňka Nejedlého
- 1972 G. B. Shaw: Člověk nikdy neví[33]
- 1973 A. N. Ostrovskij: Výnosné místo[34]
- 1974 V. K. Klicpera: Zlý jelen[35]
- 1975 L. Stroupežnický: Naši furianti[36]
- 1976 N. V. Gogol: Revizor[37]
- 1978 Grigorij Gorin: Thyl Ulenspiegel[38]
- 1979 D. Fischerová: Hodina mezi psem a vlkem[39]
- 1983 C. Goldoni: Sluha dvou pánů[40]
- 1986 Pedro Calderón de la Barca: Život je sen[41]
- 1987 L. Pirandello: Šest postav hledá autora[42]

### Západočeské divadlo v Chebu
- 1973 Bertolt Brecht: Matka Kuráž a její děti[43]. V režii hostujícího Luboše Pistoria podala nezapomenutelný výkon „Herečka v nemilosti“ Vlasta Chramostová v titulní roli. Inscenace byla záhy zakázána, derniéra se odehrála na zájezdu v Jáchymově.

## Citát
| „                    | Byla v něm neúnavná píle a jistá žízeň po dokonalosti, která mu dávala kredit vyslovovat soudy, ať s nimi druzí v tu chvíli souhlasili nebo ne. Ale její pravost byla mimo pochybnost. Myslím, že to byl jediný člověk v profesi, od koho jsem je při své nepokoře brala bez vzpoury. Protože jsem věděla, že se nebije za sebe, že se nebije dokonce ani za mě, ale za text, který měl právo na to nejlepší a nejcennější z autorových sil. | “ |
| — Daniela Fischerová | |   |